# Kat (sastav)
Kat (poljski: "Krvnik") poljski je heavy metal-sastav. Jedan je od prvih heavy metal-sastava u Poljskoj. Uz sastave TSA i Turbo smatra se jednim od „velike trojice poljskog metala". Sastav su 1979. osnovali gitarist Piotr Luczyk i bubnjar Ireneusz Loth.
U početku je svirao thrash metal nadahnut britanskim metal-skupinama, a tekstovi pjesama govorili su o sotonizmu i paklu; danas svira heavy metal, a piše tekstove o životu, društvu i nihilizmu.
Godine 2004. pjevač Roman Kostrzewski i bubnjar Ireneusz Loth izbačeni su iz grupe, zbog čega su osnovali sastav Kat & Roman Kostrzewski, koji je svirao sve do 2022., kada je umro Roman Kostrzewski. Godine 2005. sastavu se pridružio novi pjevač Henry Beck, koji je pjevao na albumu Mind Cannibals. Napustio ga je 2018., a zamijenio ga je Jakub "Qbek" Weigel iz blues/rock-skupine Harlem.

## Članovi sastava
Sadašnja postava
- Piotr Luczyk – gitara (1979. – 1988., 1990. – 1997., 2002. – danas)
- Mariusz "Rogol" Prętkiewicz – bubnjevi (2004. – danas)
- Adam "Harris" Jasiński – bas-gitara (2014. – danas)
- Qbek Weigel – vokal (2018. – danas)

Bivši članovi
- Ireneusz Loth – bubnjevi (1979. – 1988., 1990. – 1999., 2002. – 2004.)
- Tomasz Jaguś – bas-gitara (1981. – 1986.)
- Ryszard Piskarski – gitara (1981. – 1984.)
- Roman Kostrzewski – vokal (1981. – 1987., 1990. – 1999., 2002. – 2004.)
- Wojciech Mrowiec – gitara (1984. – 1986.)
- Krzysztof "Stagman" Stasiak – bas-gitara (1986. – 1988.)
- Krzysztof Oset – bas-gitara, vokal (1990. – 1999., 2002. – 2014.)
- Jacek Regulski – gitara (1990. – 1999.)
- Jarek Gronowski – gitara (2004. – 2006.)
- Henry Beck – vokal (2005. – 2018.)

## Diskografija
Studijski album
- Metal and Hell (1986.)
- 666 (1986.)
- Oddech wymarłych światów (1988.)
- Bastard (1992.)
- ...Róże miłości najchętniej przyjmują się na grobach (1996.)
- Szydercze zwierciadło (1997.)
- Mind Cannibals (2005.)
- Without Looking Back (2019.)
- The Last Convoy (2020.)

Koncertni albumi
- 38 Minutes of Life (1987.)
- Jarocin – Live (1994.)
- Somewhere in Poland (2004.)

Kompilacije
- Ballady (1994.)
- Kat 1985–2005 (2007.)
- Rarities (2013.)

Singlovi
- Ostatni tabor / Noce szatana (1984.)
- Metal and Hell / Oracle (1986.)
- Time of Revenge / Czas Zemsty (1986.)
- Róże miłości najchętniej przyjmują się na grobach (1996.)